# Волфганг Август фон Ауершперг
Волфганг Август Кристиан Готфрид фон Ауершперг (на немски: Wolfgang August Christian Gottfried Graf von Auersperg, Freiherr von Schonberg und Seisenberg; * 23 октомври 1741; † 9 октомври 1821, Пургщал на река Ерлауф) е австрийски граф от род Ауершперг, фрайхер на Шонберг и Зайзенберг в Крайна (днес в Словения).

## Произход
Той е син на граф Волфганг Мориц фон Ауершперг (1707 – 1756) и съпругата му Кристина фон Виндиш-Грец (1717 – 1777), дъщеря на фрайхер Кристоф Еренрайх фон Виндиш-Грец († 1732) и графиня Анна Кристина фон Ауершперг (1682 – 1735), дъщеря на прадядо му граф Волфганг Максимилиан фон Ауершперг (1633 – 1705) и Сузана Елизабет фон Полхайм (1647 – 1716). Внук е на Волфганг Августин фон Ауершперг (1677 – 1756) и графиня Мария Елеонора фон Корнфайл-Вайнфелден (1687 – 1717).

## Фамилия
Волфганг Август фон Ауершперг се жени на 12 юни 1764 г. в Кирхберг за фрайин Анна Каролина Йозефа фон Геминген-Щайнег (* 20 декември 1738, Мюлхаузен; † 30 януари 1794, Линц), правнучка на Волф Лудвиг фон Геминген (1652 – 1691), дъщеря на фрайхер Йозеф Дионисиус фон Геминген-Щайнег (1714 – 1796) и Елизабет фон Бер (1716 – 1795). Те имат 9 деца:
- Волфганг Лудвиг (1765 – 1768)
- Волфганг Йозеф (*/† 1766)
- Валбурга (1767 – 1821), омъжена 1792 г. за граф Франц Фридрих Енгл фон и цу Ваграйн († 1821)
- Волфганг Августин Кристиан Готфрид (* 1769; † 1835), граф на Ауершперг, фрайхер на Шонберг и Зайзенберг, женен I. 1794 г. за графиня Мария Антония фон Ауершперг (1773 – 1805), II. 1811 г. за фрайин София фон Щраух (1789 – 1831); има общо два сина и три дъщери
- Констанция Терезия Елизабет Каролина Йозефа (* 9 януари 1771, Пургщал; † 20 септември 1829), омъжена на 30 октомврри 1791 г. в Грайнбург, Австрия за граф Йохан фон Залбург, фрайхер във Фалкенщайн (* 1770; † 22 януари 1843), син на граф Райхард фон Залбург
- Мария Франциска Йозефа (* 3 април 1772; † 25 януари 1845), омъжена I. на 2 април 1793 г. за граф Хайнрих фон Кевенхюлер-Меч (* 12 април 1745; † 1812), II. 1816 г. за фрайхер Йозеф Фогт фон Алтен-Зумерау и Прасберг († 1817)
- Каролина (1777 – 1861), омъжена за фрайхер Антон фон Айзелсберг († 1823)
- Вилхелмина (1778 – 1858)
- Волфганг Карл Антон Йозеф Йохан Непомуцен Франц де Паула фон Ауершперг (* 20 август 1783, Пургщал; † 19 юни 1859, Виена), граф на Ауершперг, женен 1810 г. за фрайин Хенриета Рцеплински фон Берецзко (* 31 май 1795; † 11 март 1856, Линц); имат 4 дъщери